# Tatjana Maria
Tatjana Maria, de soltera Tatjana Malek (Bad Saulgau, Alemanya Occidental, 8 d'agost de 1987), és una tennista alemanya.
Ha guanyat dos títols individuals i quatre més en dobles. Ha format part habitualment de l'equip alemany de Copa Federació.

## Biografia
Filla de Heinrich i Margit Malek, té dues germanes Daniel i Matthias.
Es va casar amb el seu entrenador francès Charles-Edouard Maria el 8 d'abril de 2013. A final d'aquest any va néixer la seva filla Charlotte, i al 2020 esperava el naixement del segon fill.

## Palmarès

### Individual: 3 (3−0)
| 2009 − 2020             | Després de 2021 |
| ----------------------- | --------------- |
| Grand Slam (0−0)        |                 |
| WTA Finals (0−0)        |                 |
| Premier Mandatory (0−0) | WTA 1000 (0−0)  |
| Premier 5 (0−0)         | WTA 1000 (0−0)  |
| Premier (0−0)           | WTA 500 (1−0)   |
| International (1−0)     | WTA 250 (2−0)   |

| Títols per superfície |
| --------------------- |
| Dura (0−0)            |
| Gespa (2−0)           |
| Terra batuda (2−0)    |

| Resultat   | Núm. | Data               | Torneig             | Superfície   | Oponent              | Marcador      |
| ---------- | ---- | ------------------ | ------------------- | ------------ | -------------------- | ------------- |
| Guanyadora | 1.   | 24 de juny de 2018 | Mallorca, Espanya   | Gespa        | Anastasija Sevastova | 6−4, 7−5      |
| Guanyadora | 2.   | 10 d'abril de 2022 | Bogotà, Colòmbia    | Terra batuda | Laura Pigossi        | 6−3, 4−6, 6−2 |
| Guanyadora | 3.   | 9 d'abril de 2023  | Bogotà (2)          | Terra batuda | Peyton Stearns       | 6−3, 2−6, 6−4 |
| Guanyadora | 4.   | 15 de juny de 2025 | Londres, Regne Unit | Gespa        | Amanda Anisimova     | 6−3, 6−4      |

### Dobles femenins: 8 (4−4)
| Llegenda                                  |
| ----------------------------------------- |
| Grand Slam (0−0)                          |
| WTA Tour Championships / WTA Finals (0−0) |
| Premier Mandatory (0−0)                   |
| Premier 5 (0−0)                           |
| Premier (0−0)                             |
| International (4−4)                       |

| Títols per superfície |
| --------------------- |
| Dura (2−1)            |
| Gespa (0−0)           |
| Terra batuda (1−3)    |
| Moqueta (1−0)         |

| Resultat   | Núm. | Data                   | Torneig              | Superfície   | Parella             | Oponents                             | Marcador               |
| ---------- | ---- | ---------------------- | -------------------- | ------------ | ------------------- | ------------------------------------ | ---------------------- |
| Finalista  | 1.   | 26 de juliol de 2009   | Bad Gastein, Àustria | Terra batuda | Andrea Petkovic     | Andrea Hlaváčková Lucie Hradecká     | 2−6, 4−6               |
| Guanyadora | 1.   | 17 de setembre de 2012 | Quebec, Canadà       | Moqueta      | Kristina Mladenovic | Alicja Rosolska Heather Watson       | 7−6(5), 6−7(6), [10−7] |
| Finalista  | 2.   | 12 d'octubre de 2014   | Osaka, Japó          | Dura         | Lara Arruabarrena   | Shuko Aoyama Renata Voráčová         | 1−6, 2−6               |
| Finalista  | 3.   | 19 de juliol de 2015   | Båstad, Suècia       | Terra batuda | Olga Savchuk        | Kiki Bertens Johanna Larsson         | 5−7, 4−6               |
| Guanyadora | 2.   | 17 d'abril de 2016     | Bogotà, Colòmbia     | Terra batuda | Lara Arruabarrena   | Gabriela Cé Andrea Gámiz             | 6−2, 4−6, [10−8]       |
| Finalista  | 4.   | 30 d'abril de 2016     | Rabat, Marroc        | Terra batuda | Raluca Olaru        | Xenia Knoll Aleksandra Krunić        | 3−6, 0−6               |
| Guanyadora | 3.   | 3 de març de 2018      | Acapulco, Mèxic      | Dura         | Heather Watson      | Kaitlyn Christian Sabrina Santamaria | 7−5, 2−6, [10−2]       |
| Guanyadora | 4.   | 22 de setembre de 2019 | Seül, Corea del Sud  | Dura         | Lara Arruabarrena   | Hayley Carter Laura Pigossi          | 7−6(7), 3−6, [10−7]    |

### Equips: 1 (1−0)
| Resultat   | Núm. | Data               | Torneig                       | Superfície | Equip                                                                             | Oponents                                                                                 | Marcador |
| ---------- | ---- | ------------------ | ----------------------------- | ---------- | --------------------------------------------------------------------------------- | ---------------------------------------------------------------------------------------- | -------- |
| Guanyadora | 1.   | 7 de gener de 2024 | United Cup, Sydney, Austràlia | Dura       | Angelique Kerber Maximilian Marterer Kai Wehnelt Laura Siegemund Alexander Zverev | Hubert Hurkacz Katarzyna Kawa Daniel Michalski Katarzyna Piter Iga Świątek Jan Zieliński | 2−1      |

## Trajectòria

### Individual
| Open d'Austràlia | A   | Q1   | 1R  | 2R   | 1R   | Q1  | A   | Q3  | A   | 1R    | 2R   | Q2    | 1R    | 1R    | 1R  | A   | 1R | 1R | 2R | 0 / 11   | 3 – 11   |
| Roland Garros | A   | A    | A   | Q3   | 1R   | Q1  | Q3  | 1R  | A   | 1R    | 2R   | 2R    | 1R    | 1R    | A   | A   | 1R | 1R | 1R | 0 / 10   | 2 – 10   |
| Wimbledon | A   | 1R   | A   | 2R   | 1R   | Q1  | Q2  | 1R  | A   | 3R    | 1R   | 2R    | 2R    | 1R    | NC  | A   | SF | 1R |    | 0 / 11   | 10 – 11  |
| US Open | A   | 1R   | A   | 1R   | Q1   | Q2  | 2R  | A   | Q2  | 1R    | Q3   | 2R    | 2R    | 1R    | 1R  | Q1  | 1R | 1R |    | 0 / 10   | 3 – 10   |
| Victòries − Derrotes | 1−2 | 7−11 | 1−8 | 6−10 | 8−17 | 0−2 | 2−3 | 1−6 | 2−3 | 10−16 | 4−15 | 14−17 | 13−24 | 12−21 | 3−5 | 0−0 |    |    |    | 84 – 161 | 84 – 161 |
| Rànquing a final d'any | 146 | 88   | 272 | 68   | 137  | 191 | 112 | 258 | 214 | 68    | 116  | 46    | 79    | 90    | 109 | 279 |    |    |    |          |          |
| Llegenda: G: Guanyadora; F: Finalista; SF: Semifinalista; QF: Quarts de final; Q: Qualificació; A: Absent; RR: Round Robin; |     |      |     |      |      |     |     |     |     |       |      |       |       |       |     |     |    |    |    |          |          |

### Dobles femenins
| Torneig | 2007 | 2008 | 2009 | 2010 | 2011 | 2012 | 2013 | 2014 | 2015 | 2016 | 2017 | 2018 | 2019 | 2020 | 2021 | 2022 | 2023 | 2024 | Títols | V − D  |
| --- | ---- | ---- | ---- | ---- | ---- | ---- | ---- | ---- | ---- | ---- | ---- | ---- | ---- | ---- | ---- | ---- | ---- | ---- | ------ | ------ |
| Open d'Austràlia | A    | A    | A    | 1R   | 1R   | A    | 1R   | A    | 1R   | 1R   | 2R   | 1R   | 1R   | 1R   | A    | 1R   | 1R   | 1R   | 0 / 12 | 1 – 12 |
| Roland Garros | A    | A    | A    | 1R   | A    | A    | 1R   | 2R   | 2R   | 3R   | A    | 2R   | 1R   | A    | A    | 1R   | 1R   |      | 0 / 9  | 5 – 9  |
| Wimbledon | 2R   | A    | 1R   | 1R   | A    | A    | 1R   | A    | 1R   | 2R   | 2R   | QF   | A    | NC   | A    | 1R   | 1R   |      | 0 / 10 | 5 – 10 |
| US Open | A    | A    | 2R   | 1R   | A    | 2R   | A    | A    | 1R   | 1R   | 1R   | 1R   | 1R   | A    | A    | A    | 3R   |      | 0 / 9  | 4 – 9  |
| Rànquing a final d'any | 121  | 372  | 87   | 101  | 138  | 80   | 131  | 107  | 80   | 63   | 206  | 87   | 163  | 165  | 309  | 542  |      |      |        |        |
| Llegenda: G: Guanyadora; F: Finalista; SF: Semifinalista; QF: Quarts de final; Q: Qualificació; A: Absent; RR: Round Robin; |      |      |      |      |      |      |      |      |      |      |      |      |      |      |      |      |      |      |        |        |

## Guardons
- WTA Comeback Player of the Year (2022)[2]